# 大川健太郎
大川 健太郎（おおかわ けんたろう）は、宮城県石巻市出身の演歌歌手である。本名は鷲見 秀夫。

## 略歴
- 1968年 - 歌手を目指し上京し、市川昭介に師事。
- 1970年 - キャニオンレコード（現・ポニーキャニオン）より「どこでもいいさ」で歌手デビューした。
- 1973年 - 日本テレビ『全日本歌謡選手権』で、第28代チャンピオンとなる[2]。
- 1994年10月8日から開始されたラジオ日本『ミッキー安川の朝まで勝負』に、演歌の生歌コーナーでゲスト出演する。実際に大川の生歌を聴いたミッキー安川にその歌唱力を絶賛され、後に番組へレギュラーとして出演するようになった[3]。毎週金曜日のお昼から放送していた「ずばり勝負｣にも時折出演し、こちらの番組内でもミッキーからの希望で生歌を披露していたこともある。

- 1996年4月13日の「朝まで勝負」の放送ではリスナーからの応援電話を募るコーナーで、放送時間内に電話リクエスト目標本数の10.000本を達成する。この話題は後に日刊スポーツでも取り上げられた[4]。
- 2001年 - フジテレビ系列『ザ・ノンフィクション 演歌・人生情話』に出演し、大川の日頃の生活や歌手活動の模様が放送されている。

## ディスコグラフィ
- 男の大地
- 金婚式（作曲も担当）
- 終列車
- 平沢勝栄・男節（作曲も担当）
- 人生情話[5]